# تشيري لوغان إيمرسون
تشيري لوغان إيمرسون (بالإنجليزية: Cherry Logan Emerson) هو كيميائي أمريكي، ولد في 30 سبتمبر 1916 في أتلانتا في الولايات المتحدة، وتوفي بنفس المكان في 29 أبريل 2007.